# 广东省教育厅
广东省教育厅（中共广东省委教育工作委员会）是中华人民共和国广东省人民政府主管教育工作的组成部门。

## 主要职责
广东省教育厅的主要职责是：
1. 贯彻执行中央和省有关教育工作的方针政策和法律法规，起草有关地方性法规、规章草案和政策并组织实施。
2. 组织拟订教育改革与发展的规划和年度计划，提出教育体制改革的政策并组织实施，负责教育改革与发展的战略研究，会同有关部门规划、指导各级各类学校布局调整，负责教育事业相关数据的统计、分析和发布。
3. 负责省级教育经费的统筹管理，会同有关部门拟订筹措教育经费、教育拨款、教育基建投资、教育收费的政策，监督、统计各地教育财政拨款的投入、执行和使用情况，指导学校的基本建设和财务管理工作。
4. 综合管理义务教育、普通高中教育、学前教育和特殊教育、民族教育，负责推进义务教育均衡发展和促进教育公平，推进基础教育教学改革，全面实施素质教育。
5. 负责职业技术教育工作的统筹规划、综合协调和宏观管理，承担职业技术教育和成人教育相关管理工作，指导全省成人文化教育、社区教育、职工教育和农民文化技术教育工作。
6. 综合管理高等教育，指导高等学校管理体制改革，组织审核高等学校设置、更名、撤销和调整，组织实施国家学位管理的有关规定。
7. 负责教育系统科学研究的规划、指导工作，指导高等学校各类科技工作，指导高等学校重点学科及科研创新平台建设，指导产学研结合和相关科技产业工作，指导学校开展奖学、助学和勤工俭学工作，指导学校后勤工作和校办产业工作。
8. 牵头负责监督检查各地和各级各类学校贯彻执行教育法律法规和方针政策的情况，负责督政、督学工作，依法组织教育执法，督导、检查各地履行教育职责和巩固提高“两基”工作，负责组织和指导对中等及中等以下教育的督导检查和验收工作，负责教育评估工作，对教育质量和办学水平进行检查、监测。
9. 指导各级各类学校教育教学研究和改革，指导各类学校专业建设、课程建设和教材建设，规划、指导教育信息化工作，指导学校电化教育、教育技术装备、实验室和图书馆建设，组织审定教材和教学用书及资料，负责教育系统政府采购监管工作。
10. 会同有关部门审核并组织实施高等学校招生计划，指导教育考试招生工作和各类学校学生学籍管理工作，参与拟订有关毕业生就业创业政策和计划，指导高校毕业生离校前和已办理暂缓就业手续的高校毕业生的就业创业工作。
11. 主管全省教师工作，指导实施各级各类教师资格制度，规划、指导各级各类学校教师和教育行政干部队伍建设工作，指导教育系统人事制度改革等工作。
12. 统筹规划、综合协调和管理各级各类民办教育，规范民办教育办学秩序，促进民办教育事业健康发展。
13. 规划、指导、组织教育对外交流与合作，负责本省国家公派出国留学有关工作，指导来粤留学管理工作。
14. 规划、指导推广普通话和文字规范工作。
15. 规划、指导学校党建工作，协助省委管理高等学校领导干部，指导高等学校领导班子建设、党的基层组织建设、党员教育管理和统战工作。
16. 指导各级各类学校的思想政治工作、德育教育、体育卫生与艺术教育、国防教育和宣传工作，指导学校的安全、稳定和保卫工作，指导教育系统审计工作。
17. 承办省委、省政府和教育部交办的其他事项。

## 内设机构
- 办公室（省语言文字工作委员会办公室）
- 政策法规处
- 发展规划处
- 基建财务处（学生助学工作管理办公室）
- 基础教育与信息化处（教材管理办公室）
- 职业教育与终身教育处
- 高等教育处
- 思想政治工作与宣传处
- 安全保卫处
- 科研处〔与研究生教育处（省学位委员会办公室）合署〕
- 体育卫生与艺术教育处
- 师资管理处
- 交流合作处（港澳台事务办公室）
- 干部处
- 组织处
- 人事处
- 离退休人员服务处
- 教育督导室（省人民政府教育督导室）
- 学校后勤管理处
- 学生就业创业处
- 校外教育培训监管处
- 机关党委（巡察工作领导小组办公室、审计处）

## 直属单位
- 广东省教育考试院
- 广东省教育研究院
- 广东省教育装备中心
- 广东省教育厅事务中心（广东省电化教育馆）
- 广东教育杂志社

## 下属学校

### 普通高校
- 南方医科大学
- 华南师范大学
- 华南农业大学
- 广东工业大学
- 广东外语外贸大学
- 广州中医药大学
- 广东海洋大学
- 广东药科大学
- 广东财经大学
- 广东医科大学
- 广东金融学院
- 岭南师范学院
- 广东技术师范大学
- 汕头大学
- 韩山师范学院
- 广州美术学院
- 广东第二师范学院
- 仲恺农业工程学院
- 广东石油化工学院
- 嘉应学院
- 肇庆学院
- 韶关学院
- 惠州学院
- 广州体育学院
- 星海音乐学院
- 汕头大学医学院
- 广东科学技术职业学院
- 广东轻工职业技术学院
- 广东交通职业技术学院
- 广东省外语艺术职业学院
- 广东科贸职业学院
- 广东机电职业技术学院
- 广东职业技术学院
- 广东工贸职业技术学院
- 广东建设职业技术学院
- 广东邮电职业技术学院
- 广东工程职业技术学院
- 广东松山职业技术学院
- 广东食品药品职业学院
- 广东舞蹈戏剧职业学院
- 广东水利电力职业技术学院
- 广东体育职业技术学院
- 广东环境保护工程职业学院
- 广东文艺职业学院
- 广东女子职业技术学院
- 广东生态工程职业学院
- 广东财贸职业学院
- 广东行政职业学院

### 成人高校
- 广东开放大学（广东理工职业学院）
- 广东社会科学大学

### 中等职业学校
- 广东省电子职业技术学校
- 星海音乐学院附属中等音乐学校
- 广州美术学院附属中等美术学校
- 广州潜水学校
- 广东省食品药品职业技术学校
- 广东省培英职业技术学校
- 广东省旅游商务职业技术学校

### 省属中小学校
- 广东实验中学
- 华南师范大学附属中学
- 华南师范大学附属小学

## 历任厅长
- 罗伟其（2006年3月-2017年3月）[2]
- 景李虎（2017年3月-2023年3月）
- 朱孔军（2023年3月-2024年11月）[3]
- 林如鹏（2024年11月-）